# Agapanthia lais
Agapanthia lais es una especie de escarabajo del género Agapanthia, familia Cerambycidae. Fue descrita científicamente por Reiche & Saulcy en 1858.
Habita en Bulgaria, Grecia, Irán, Jordania, República Árabe Siria y Turquía. Esta especie mide aproximadamente 11-16 mm y su período de vuelo ocurre en los meses de abril y mayo.